# 圣马夏尔 (吉伦特省)
圣马夏尔（法語：Saint-Martial，法語發音：[sɛ̃ maʁsjal]）是法国吉伦特省的一个市镇，属于朗贡区。

## 地理
圣马夏尔（44°38'15"N, 0°10'31"W）面积7.47 平方千米，位于法国新阿基坦大区吉倫特省，该省份为法国西南部沿海省份，是法國本土面积最大的省，北起滨海夏朗德省，西临大西洋，南至朗德省，东南接洛特-加龍省，东临多爾多涅省。
与圣马夏尔接壤的市镇（或旧市镇、城区）包括：戈尔纳克、圣安德烈迪布瓦、穆朗斯、圣富瓦拉隆格、圣日耳曼德格拉沃、圣洛朗迪布瓦。

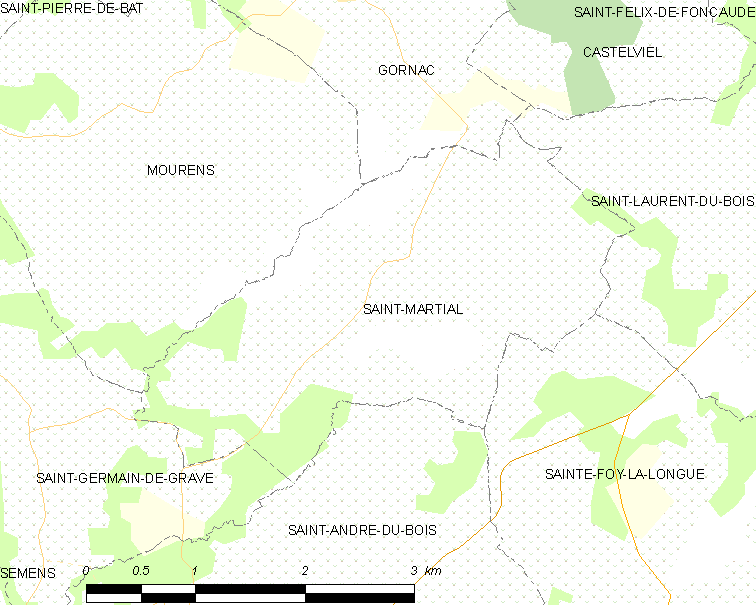
的OSM定位图

圣马夏尔的时区为UTC+01:00、UTC+02:00（夏令时）。

## 行政
圣马夏尔的邮政编码为33490，INSEE市镇编码为33440。

## 政治
圣马夏尔所属的省级选区为海间县。

## 人口

1962-2008年间人口变化图示

圣马夏尔于2022年1月1日时的人口数量为238人。